# Lady A
Lady A, được biết đến với tên Lady Antebellum cho đến năm 2020, là một ban nhạc đồng quê người Mỹ, thành lập năm 2006 tại Nashville, Tennessee. Ban nhạc gồm 3 thành viên: Charles Kelley (hát chính và bè), Dave Haywood (bè, ghita, dương cầm, mandolin) và Hillary Scott (hát chính và bè).
Ban nhạc ra mắt vào năm 2007 với việc góp giọng trong đĩa đơn "Never Alone" của Jim Brickman, trước khi ký hợp đồng với Capitol Records Nashville và phát hành đĩa đơn "Love Don't Live Here". Ca khúc đã đạt được vị trí #3 trên bảng xếp hạng nhạc đồng quê Hot Country Songs vào tháng 5 năm 2008. Ca khúc trở thành đĩa đơn đầu tiên cho album đầu tay với tựa đề là tên của ban nhạc, Lady Antebellum.

## Lịch sử

### 2007–2008:Lady Antebellum
Ban nhạc ra mắt công chúng năm 2007 với vai trò hợp tác trong đĩa đơn "Never Alone" của Jim Brickman, trước khi ký hợp đồng với hãng Capitol Records Nashville và phát hành "Love Don't Live Here". Ca khúc đã đạt đến vị trí số 3 trên Hot Country Songs tháng 5 năm 2008, là đĩa đơn đầu tiên từ album phòng thu đầu tay của họ, Lady Antebellum. Album này đã đạt chứng nhận Bạch kim tại Hoa Kỳ; chứa hai đĩa đơn thành công khác là "Lookin' for a Good Time" và "I Run to You", trong đó "I Run to You" là đĩa đơn quán quân đầu tiên của nhóm trên Hot Country Songs vào tháng 7 năm 2009.
Lady A đã được trao giải thưởng Ban nhạc/bộ đôi mới xuất sắc nhất 2009 bởi Academy of Country Music và giả Nghệ sĩ mới của năm 2008 bởi Country Music Association. Đồng thời, họ đã được nhận 2 đề cử cho giải Grammy lần thứ 51 năm 2009, cộng thêm 2 đề cử nữa tại giải Grammy lần thứ 52. Trong các đề cử đó, họ nhận được giải Best Country Performance by Duo or Group with Vocals (năm 2010) cho "I Run to You".

### 2009–2011:Need You Now
Tháng 8, 2009, ban nhạc ra mắt đĩa đơn thứ tư của họ, "Need You Now", đĩa đơn đầu tiên từ album phòng thu tứ hai với tựa đề cùng tên, Need You Now. Ca khúc ra mắt tại vị trí #50 trên bảng xếp hạng Billboard Hot Country Songs, và sau đó trở thành đĩa đơn quán quân thứ hai của họ trên bảng xếp hạng này vào tuần lễ ngày 28 tháng 11 năm 2009. Ca khúc cũng giành được vị trí á quân trên bảng xếp hạng Billboard Hot 100, đồng thời dẫn đầu bảng xếp hạng Hot Adult Contemporary, trở thành một hit lớn trong thời gian đó. Đĩa đơn thứ hai, "American Honey", được bắt đầu phát sóng trên đài phát thanh vào ngày 11 tháng 1 năm 2010, trở thành đĩa đơn quán quân thứ ba của Lady Antebellum. Đĩa đơn thứ tư từ album là "Our Kind of Love", được phát hành vào ngày 31 tháng 5 năm 2010 và đạt được vị trí quán quân trong tháng 9 năm 2010. Đĩa đơn thứ tư từ album là "Hello World", được chính thức phát hành vào ngày 4 tháng 10 năm 2010.
Need You Now được phát hành vào ngày 26 tháng 1 năm 2010, ra mắt với vị trí quán quân trên bảng xếp hạng Billboard 200 và Top Country Albums vào tuần lễ ngày 2 tháng 2 năm 2010, với doanh số 480,922 bản. Bốn tuần sau khi được phát hành, Need You Now đã được Hiệp hội Công nghiệp Ghi âm Hoa Kỳ chứng nhận đĩa Bạch kim. Vào ngày 28 tháng 4 năm 2010, ban nhạc biểu diễn ca khúc "Need You Now" trong một buổi công bố kết quả của American Idol. Ngày 20 tháng 9, ban nhạc bắt đầu khởi động tour lưu diễn riêng đầu tiên của mình, "Need You Now 2010" tại Orlando, Florida. Ngày 28 tháng 10 năm 2010, Lady Antebellum biểu diễn Quốc Ca trước Game 2 tại 2010 World Series. Lady Antebellum cũng góp mặt tại Giải thưởng nhạc Đồng quê Hàng năm lần thứ 44 (44th Annual Country Music Awards) vào ngày 10 tháng 11 năm 2010.

### 2011–hiện tại:Own the NightvàOn This Winter's Night
Ngày 2 tháng 5 năm 2010, ban nhạc ra mắt "Just a Kiss", đĩa đơn đầu tiên từ album phòng thu thứ ba của họ. Ban nhạc đã biểu diễn ca khúc này trong buổi công bố kết quả của American Idol vào ngày 5 tháng 5 năm 2011. Vào ngày 7 tháng 6 năm 2011, Lady Antebellum tiết lộ tựa đề của album phòng thu tiếp theo: Own the Night, được phát hành vào ngày 13 tháng 9 năm 2011. Danh sách ca khúc và bìa album được đăng tải vào ngày 18 tháng 7 năm 2011.
On This Winter's Night, album Giáng sinh đầu tiên của ban nhạc được phát hành vào ngày 22 tháng 10 năm 2012.

## Giải thưởng và đề cử

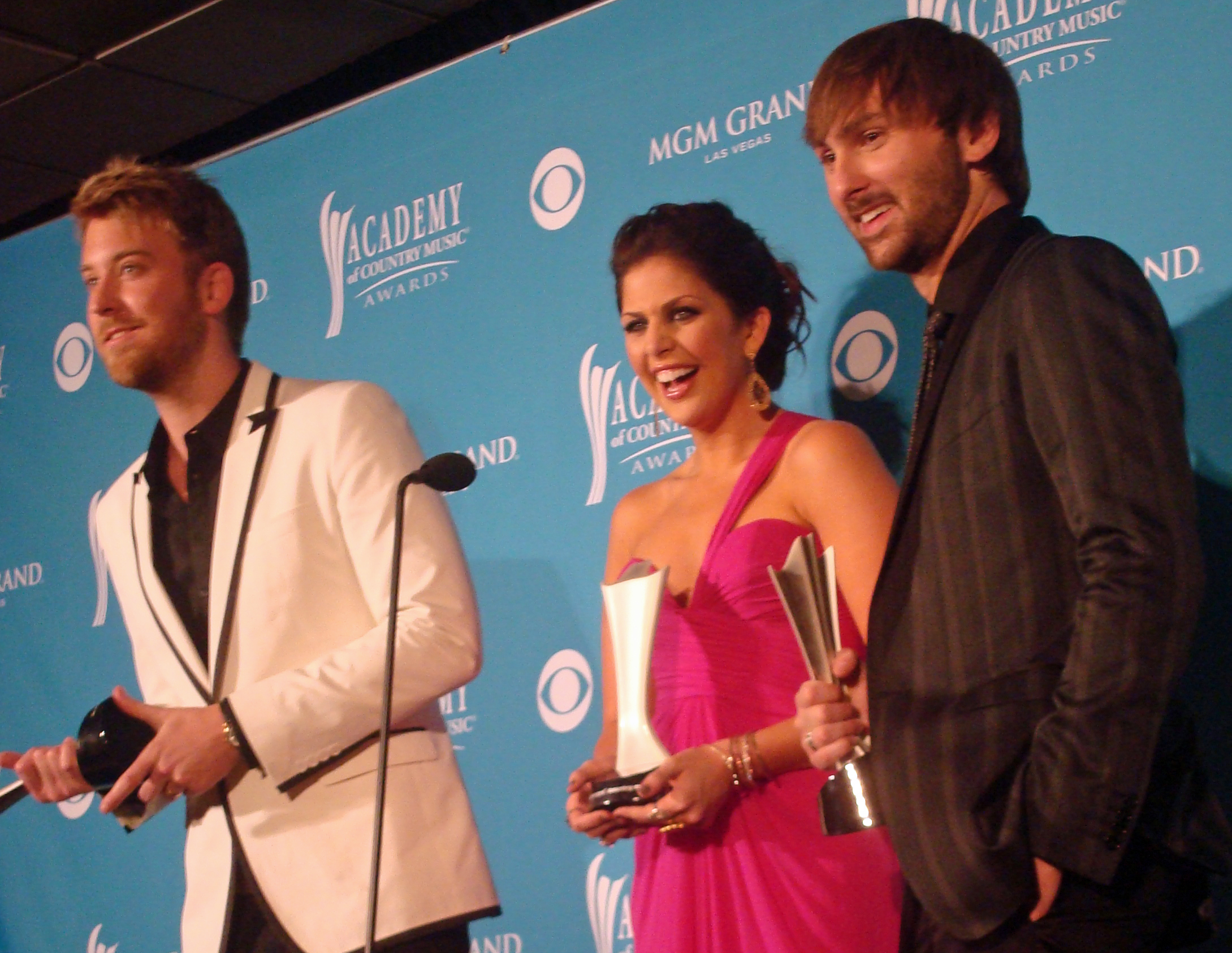
Lady Antebellum tháng 4 năm 2010.

Từ khi Lady Antebellum lần đầu tiên thắng giải Country Music Association Awards hạng mục Nghệ sĩ mới của năm năm 2008, họ đã có thêm 7 giải thưởng nữa, bao gồm giải Grammy đầu tiên (2010) cho Thể hiện nhạc đồng quê bởi bộ đôi hoặc nhóm nhạc xuất sắc nhất. Tại CMA 2010, nhóm trở thành nghệ sĩ đầu tiên trong lịch sử giải thưởng này nhận giải Đĩa đơn của năm trong 2 năm liên tiếp.
Tại Giải Grammy lần thứ 53, bộ ba đã giành chiến thắng ở hạng mục Bài hát của Năm, vượt qua cả "Love the Way You Lie" của Eminem và Rihanna. Ban nhạc cũng đạt được giải thưởng cho hạng mục Giọng hát Nhóm tại Giải thưởng 2012 ACM Awards vào ngày 1 tháng 4 năm 2012.

## Danh sách đĩa nhạc
- Lady Antebellum (2008)
- Need You Now (2010)
- Own the Night (2011)
- On This Winter's Night (2012)
- Golden (2013)

## Tour lưu diễn
- The Waking Up Laughing Tour 2008 với Martina McBride
- CMT ON TOUR: Relentless 2008 với Jason Aldean
- Sun City Carnival Tour 2009 với Kenny Chesney, Miranda Lambert, Sugarland và Montgomery Gentry
- Southern Voice Tour 2010 với Tim McGraw, Love and Theft & The Lost Trailers
- Need You Now Tour 2010 với David Nail (Tour lưu diễn riêng đầu tiên)
- Keith Urban: Get Closer 2011 World Tour (Australian Leg; 2011)
- Own The Night Tour 2011 with Josh Kelley, Randy Montana (Một số ngày) & Edens Edge (Một số ngày)
- Own The Night World Tour 2012 với Darius Rucker và Thompson Square

### Giải Grammy
| Năm  | Đề cử                  | Hạng mục                                                     | Kết quả   |
| ---- | ---------------------- | ------------------------------------------------------------ | --------- |
| 2009 |                        | Nghệ sĩ Mới Xuất sắc Nhất                                    | Đề cử     |
| 2009 | "Love Don't Live Here" | Trình diễn Đồng quê bởi Cặp đôi hoặc Nhóm nhạc Xuất sắc Nhất | Đề cử     |
| 2010 | "I Run to You"         | Trình diễn Đồng quê bởi Cặp đôi hoặc Nhóm nhạc Xuất sắc Nhất | Đoạt giải |
| 2010 | "I Run to You"         | Bài hát Đồng quê Xuất sắc Nhất                               | Đề cử     |
| 2011 | Need You Now           | Album của Năm                                                | Đề cử     |
| 2011 | Need You Now           | Album Đồng quê Xuất sắc Nhất                                 | Đoạt giải |
| 2011 | "Need You Now"         | Ghi âm của Năm                                               | Đoạt giải |
| 2011 | "Need You Now"         | Bài hát của Năm                                              | Đoạt giải |
| 2011 | "Need You Now"         | Trình diễn Đồng quê bởi Cặp đôi hoặc Nhóm nhạc Xuất sắc Nhất | Đoạt giải |
| 2011 | "Need You Now"         | Bài hát Đồng quê Xuất sắc Nhất                               | Đoạt giải |
| 2012 | Own the Night          | Album Đồng quê Xuất sắc Nhất                                 | Đoạt giải |

### Các giải thưởng khác
| Năm  | Lễ trao giải                     | Hạng mục                                                                   | Kết quả   |
| ---- | -------------------------------- | -------------------------------------------------------------------------- | --------- |
| 2008 | Academy of Country Music         | Cặp đôi hoặc Ban nhạc Mới                                                  | Đoạt giải |
| 2008 | Country Music Association Awards | Nghệ sĩ Mới của Năm                                                        | Đoạt giải |
| 2009 | CMT Music Awards                 | Video của Năm — "Lookin' for a Good Time"                                  | Đề cử     |
| 2009 | CMT Music Awards                 | Video của Nhóm nhạc của Năm — "Lookin' for a Good Time"                    | Đề cử     |
| 2009 | CMT Music Awards                 | Video Đột phá USA Weekend của Năm — "Lookin' for a Good Time"              | Đề cử     |
| 2009 | Country Music Association Awards | Đĩa đơn của Năm — "I Run to You"                                           | Đoạt giải |
| 2009 | Country Music Association Awards | Nhóm nhạc của Năm                                                          | Đoạt giải |
| 2010 | Academy of Country Music         | Top Vocal Group of the Year                                                | Đoạt giải |
| 2010 | Academy of Country Music         | Album của Năm — Lady Antebellum                                            | Đề cử     |
| 2010 | Academy of Country Music         | Thu âm Đĩa đơn của Năm — Need You Now                                      | Đoạt giải |
| 2010 | Academy of Country Music         | Bài hát của Năm — "Need You Now"                                           | Đoạt giải |
| 2010 | Academy of Country Music         | Video của Năm — "Need You Now"                                             | Đề cử     |
| 2010 | CMT Music Awards                 | Video của Năm — "Need You Now"                                             | Đề cử     |
| 2010 | CMT Music Awards                 | Video của Nhóm nhạc của Năm — "American Honey"                             | Đề cử     |
| 2010 | CMT Music Awards                 | Video của Nhóm nhạc của Năm — "Need You Now"                               | Đoạt giải |
| 2010 | CMT Music Awards                 | Trình diễn CMT của Năm — "Lookin' for a Good Time"                         | Đề cử     |
| 2010 | Teen Choice Awards               | Choice Music: Album Country — Need You Now                                 | Đề cử     |
| 2010 | Teen Choice Awards               | Bài hát Đồng Quê — "Need You Now"                                          | Đoạt giải |
| 2010 | Teen Choice Awards               | Nhóm nhạc Đồng quê — Lady Antebellum                                       | Đoạt giải |
| 2010 | Country Music Association Awards | Entertainer of the Year                                                    | Đề cử     |
| 2010 | Country Music Association Awards | Vocal Group of the Year                                                    | Đoạt giải |
| 2010 | Country Music Association Awards | Đĩa đơn của Năm — "Need You Now"                                           | Đoạt giải |
| 2010 | Country Music Association Awards | Album của Năm — Need You Now                                               | Đề cử     |
| 2010 | Country Music Association Awards | Video Âm nhạc của Năm — "Need You Now"                                     | Đề cử     |
| 2010 | American Music Awards            | Favorite Country Band, Duo or Group                                        | Đoạt giải |
| 2010 | American Music Awards            | Favorite Pop/Rock Band, Duo or Group                                       | Đề cử     |
| 2010 | American Music Awards            | Favorite Country Album — Need You Now                                      | Đề cử     |
| 2010 | American Music Awards            | Favorite Adult Contemporary Artist                                         | Đề cử     |
| 2010 | American Music Awards            | Nghệ sĩ Đột phát của T-Mobile                                              | Đề cử     |
| 2010 | American Country Awards          | Artist of the Year                                                         | Đề cử     |
| 2010 | American Country Awards          | Cặp đôi/Nhóm nhạc của Năm                                                  | Đoạt giải |
| 2010 | American Country Awards          | Album của Năm — Need You Now                                               | Đề cử     |
| 2010 | American Country Awards          | Đĩa đơn của Năm — "Need You Now"                                           | Đoạt giải |
| 2010 | American Country Awards          | Đĩa đơn của Cặp đôi/Nhóm nhạc — "Need You Now"                             | Đoạt giải |
| 2010 | American Country Awards          | Video Âm nhạc của Năm — "Need You Now"                                     | Đề cử     |
| 2010 | American Country Awards          | Video của Cặp đôi/Nhóm nhạc — "Need You Now"                               | Đoạt giải |
| 2011 | People's Choice Awards           | Favorite Country Artist                                                    | Đề cử     |
| 2011 | Kids Choice Awards               | Favorite Music Group                                                       | Đề cử     |
| 2011 | Billboard Music Awards           | Fan Favorite                                                               | Đề cử     |
| 2011 | Billboard Music Awards           | Nghệ sĩ Billboard 200                                                      | Đề cử     |
| 2011 | Billboard Music Awards           | Cặp đôi/Nhóm nhạc                                                          | Đề cử     |
| 2011 | Billboard Music Awards           | Nhóm nhạc Đồng Quê                                                         | Đề cử     |
| 2011 | Billboard Music Awards           | Album Đồng quê — Need You Now                                              | Đề cử     |
| 2011 | Billboard Music Awards           | Album Billboard 200 — Need You Now                                         | Đề cử     |
| 2011 | Billboard Music Awards           | Top Streaming Song (Audio) — "Need You Now"                                | Đề cử     |
| 2011 | Billboard Music Awards           | Bài hát Đồng quê — "Need You Now"                                          | Đoạt giải |
| 2011 | CMT Music Awards                 | Video của Năm — "Hello World"                                              | Đề cử     |
| 2011 | CMT Music Awards                 | Video của Nhóm nhạc của Năm — "Hello World"                                | Đoạt giải |
| 2011 | CMT Music Awards                 | Video Trực tuyến Xuất sắc Nhất của Năm — "Stars Tonight"                   | Đề cử     |
| 2011 | Teen Choice Awards               | Choice Country Group                                                       | Đoạt giải |
| 2011 | Academy of Country Music Awards  | Nhóm nhạc                                                                  | Đoạt giải |
| 2011 | Academy of Country Music Awards  | Album của Năm – "Need You Now"                                             | Đoạt giải |
| 2011 | Country Music Association Awards | Nhóm nhạc của Năm                                                          | Đoạt giải |
| 2011 | American Music Awards            | Favorite Country Band, Duo or Group                                        | Đoạt giải |
| 2011 | American Country Awards          | Nghệ sĩ của Năm                                                            | Đề cử     |
| 2011 | American Country Awards          | Video Âm nhạc của Cặp đôi/Nhóm nhạc/Hợp tác — "Hello World"                | Đề cử     |
| 2011 | American Country Awards          | Cặp đôi/Nhóm nhạc của Năm                                                  | Đoạt giải |
| 2012 | Peoples Choice Awards            | Album của Năm được Yêu thích Nhất – Own the Night                          | Đề cử     |
| 2012 | Peoples Choice Awards            | Favorite Country Artist                                                    | Đề cử     |
| 2012 | BRIT Awards                      | International Group                                                        | Đề cử     |
| 2012 | British Country Music Awards     | International Song of the Year – "We Owned The Night"                      | Đoạt giải |
| 2012 | Kids Choice Awards               | Favorite Music Group                                                       | Đề cử     |
| 2012 | Academy of Country Music Awards  | Vocal Group of The Year                                                    | Đoạt giải |
| 2012 | Academy of Country Music Awards  | Album của Năm – Own the Night                                              | Đề cử     |
| 2012 | Academy of Country Music Awards  | Bài hát của Năm – "Just a Kiss"                                            | Đề cử     |
| 2012 | Academy of Country Music Awards  | Video Âm nhạc của Năm – "Just a Kiss"                                      | Đề cử     |
| 2012 | Billboard Music Awards           | Cặp đôi/Ban nhạc                                                           | Đề cử     |
| 2012 | Billboard Music Awards           | Nghệ sĩ Đồng quê                                                           | Đoạt giải |
| 2012 | Billboard Music Awards           | Album Đồng quê – Own the Night                                             | Đề cử     |
| 2012 | CMT Music Awards                 | Video của Năm — "We Owned The Night"                                       | Đề cử     |
| 2012 | CMT Music Awards                 | Video của Nhóm nhạc của Năm — "We Owned The Night"                         | Đoạt giải |
| 2012 | CMT Music Awards                 | CMT Performance of the Year – "Dancin' Away with my Heart"                 | Đề cử     |
| 2012 | Teen Choice Awards               | Nhóm nhạc Đồng quê                                                         | Đoạt giải |
| 2012 | Teen Choice Awards               | Nhóm nhạc                                                                  | Đề cử     |
| 2012 | Canadian Country Music Award     | Album Quốc tế Bán chạy Nhất– "Own The Night"                               | Đoạt giải |
| 2012 | CMA Awards                       | Nhóm nhạc của Năm                                                          | Đề cử     |
| 2012 | CMA Awards                       | Album của Năm                                                              | Đề cử     |
| 2012 | American Music Awards            | Favorite Band,Duo, or Group - Country                                      | Đoạt giải |
| 2012 | American Country Awards          | Nghệ sĩ của Năm                                                            | Đề cử     |
| 2012 | American Country Awards          | Cặp đôi/Nhóm nhạc của Năm                                                  | Đoạt giải |
| 2012 | American Country Awards          | Album của Năm                                                              | Đề cử     |
| 2012 | American Country Awards          | Đĩa đơn của Cặp đôi/Nhóm nhạc - "We Owned the Night"                       | Đoạt giải |
| 2012 | American Country Awards          | Video Âm nhạc của Cặp đôi/Nhóm nhạc/Hợp tác - "Dancin' Away with My Heart" | Đề cử     |
| 2012 | American Country Awards          | Touring Artist of the Year                                                 | Đề cử     |
| 2012 | CMA                              | International Artist Achievement Award                                     | Đoạt giải |
| 2012 | Billboard Touring Awards         | Giải thưởng Đột phá                                                        | Đoạt giải |